# Valentin Otto
Valentin Otto (Markkleeberg, 1529 - april 1594) was een Duits musicus en Thomascantor.
Otto studeerde tot 1548 in Leipzig. In 1564 werd hij Thomascantor. Hij bekleedde dit ambt tot 1594. Hij is vermoedelijk de Thomascantor die het langst in functie geweest is (te weten 30 jaar).
- MusicBrainz: eabcee01-f42c-4e46-97f0-41307f36edf5
- Virtual International Authority File: 7161152744543027850007